# Géorgie aux Jeux olympiques d'été de 2020
La Géorgie participe aux Jeux olympiques de 2020 à Tokyo au Japon. Il s'agit de sa 7e participation à des Jeux d'été.

## Médaillés
| Sport         | Discipline            | Athlète(s)       | Performance                   | Date       |
| ------------- | --------------------- | ---------------- | ----------------------------- | ---------- |
| Judo          | Moins de 90 kg hommes | Lasha Bekauri    | Eduard Trippel Victoire 01-00 | 28 juillet |
| Haltérophilie | Plus de 109 kg hommes | Lasha Talakhadze | 488 kg WR                     | 4 août     |

| Sport | Discipline                  | Athlète(s)            | Performance                 | Date       |
| ----- | --------------------------- | --------------------- | --------------------------- | ---------- |
| Judo  | Moins de 66 kg hommes       | Vazha Margvelashvili  | Hifumi Abe Défaite 00-01    | 25 juillet |
| Judo  | Moins de 73 kg hommes       | Lasha Shavdatuashvili | Shohei Ōno Défaite 00-01    | 26 juillet |
| Judo  | Plus de 100 kg hommes       | Guram Tushishvili     | Lukáš Krpálek Défaite 00-10 | 30 juillet |
| Lutte | Gréco-romaine 130 kg hommes | Iakob Kajaia          | Mijaín López Défaite 0-5    | 2 août     |
| Lutte | Libre 125 kg hommes         | Geno Petriashvili     | Gable Steveson Défaite 8-10 | 6 août     |

| Sport         | Discipline            | Athlète(s)     | Performance | Date       |
| ------------- | --------------------- | -------------- | ----------- | ---------- |
| Haltérophilie | Moins de 96 kg hommes | Anton Pliesnoi | 387 kg      | 31 juillet |

| Sport         |   |   |   | Total |
| ------------- | - | - | - | ----- |
| Haltérophilie | 1 | 0 | 1 | 2     |
| Judo          | 1 | 3 | 0 | 4     |
| Lutte         | 0 | 2 | 0 | 2     |
| Total         | 2 | 5 | 1 | 8     |

| Jour       |   |   |   | Total |
| ---------- | - | - | - | ----- |
| 25 juillet | 0 | 1 | 0 | 1     |
| 26 juillet | 0 | 1 | 0 | 1     |
| 28 juillet | 1 | 0 | 0 | 1     |
| 30 juillet | 0 | 1 | 0 | 1     |
| 31 juillet | 0 | 0 | 1 | 1     |
| 2 août     | 0 | 1 | 0 | 1     |
| 4 août     | 1 | 0 | 0 | 1     |
| 6 août     | 0 | 1 | 0 | 1     |
| Total      | 2 | 5 | 1 | 8     |

| Sexe   |   |   |   | Total |
| ------ | - | - | - | ----- |
| Hommes | 2 | 5 | 1 | 8     |
| Total  | 2 | 5 | 1 | 8     |

## Athlètes engagés
| Sport         | Hommes | Femmes | Total |
| ------------- | ------ | ------ | ----- |
| Athlétisme    | 4      | 1      | 5     |
| Boxe          | 3      | 0      | 3     |
| Escrime       | 1      | 0      | 1     |
| Gymnastique   | 0      | 1      | 1     |
| Haltérophilie | 4      | 0      | 4     |
| Judo          | 7      | 2      | 9     |
| Karaté        | 1      | 0      | 1     |
| Lutte         | 7      | 0      | 7     |
| Natation      | 1      | 1      | 2     |
| Tennis        | 1      | 0      | 1     |
| Tir           | 0      | 1      | 1     |
| Total         | 29     | 6      | 35    |

## Résultats

### Athlétisme
| Athlète            | Épreuve                   | Qualification | Qualification | Finale      | Finale   |
| Athlète            | Épreuve                   | Performance   | Rang          | Performance | Rang     |
| ------------------ | ------------------------- | ------------- | ------------- | ----------- | -------- |
| Bachana Khorava    | Saut en longueur masculin | 7,41 m        | 28e           | Éliminé     | Éliminé  |
| Lasha Gulelauri    | Triple saut masculin      | NM            | -             | Éliminé     | Éliminé  |
| Benik Abramyan     | Lancer du poids masculin  | Abandon       | Abandon       | Éliminé     | Éliminé  |
| Giorgi Mujaridze   | Lancer du poids masculin  | 19,76 m       | 27e           | Éliminé     | Éliminé  |
| Sopo Shatirishvili | Lancer du poids féminin   | 15,31 m       | 30e           | Éliminée    | Éliminée |

### Boxe
| Athlète             | Catégorie               | 1/16e de finale          | 1/8e de finale      | Quart de finale      | Demi-finale         | Finale              | Rang    |
| Athlète             | Catégorie               | Adversaire Résultat      | Adversaire Résultat | Adversaire Résultat  | Adversaire Résultat | Adversaire Résultat | Rang    |
| ------------------- | ----------------------- | ------------------------ | ------------------- | -------------------- | ------------------- | ------------------- | ------- |
| Sakhil Alakhverdovi | Mouches hommes (-52 kg) | Hu Défaite 0-5           | Éliminé             | Éliminé              | Éliminé             | Éliminé             | Éliminé |
| Eskerkhan Madiev    | Welters hommes (-69 kg) | Sotomayor Victoire (Bl.) | Bwogi Victoire 3-1  | Zamkovoy Défaite 0-5 | Éliminé             | Éliminé             | Éliminé |
| Giorgi Kharabadze   | Moyens hommes (-75 kg)  | Kakhramonov Défaite 0-5  | Éliminé             | Éliminé              | Éliminé             | Éliminé             | Éliminé |

### Escrime
| Athlète        | Compétition      | 1/32e de finale  | 1/16e de finale      | 1/8e de finale          | Quarts de finale  | Demi-finale Classement 5-8 | Finale 3e place Classement 5e, 7e places | Rang |
| Athlète        | Compétition      | Adversaire Score | Adversaire Score     | Adversaire Score        | Adversaire Score  | Adversaire Score           | Adversaire Score                         | Rang |
| -------------- | ---------------- | ---------------- | -------------------- | ----------------------- | ----------------- | -------------------------- | ---------------------------------------- | ---- |
| Sandro Bazadze | Sabre individuel | Exempté          | Samer Victoire 15-10 | El-Sissy Victoire 15-12 | Oh Victoire 15-13 | Szilágyi Défaite 13-15     | Kim Défaite 11-15                        | 4e   |

### Gymnastique rythmique
| Athlète        | Qualification | Qualification | Qualification | Qualification | Qualification | Qualification | Finale   | Finale   | Finale   | Finale   | Finale   | Finale   |
| Athlète        |               |               |               |               | Total         | Rang          |          |          |          |          | Total    | Rang     |
| -------------- | ------------- | ------------- | ------------- | ------------- | ------------- | ------------- | -------- | -------- | -------- | -------- | -------- | -------- |
| Salome Pazhava | 23,550        | 21,950        | 23,500        | 20,650        | 89,650        | 17e           | Éliminée | Éliminée | Éliminée | Éliminée | Éliminée | Éliminée |

### Haltérophilie
| Athlète           | Compétition           | Arraché   | Arraché | Épaulé-jeté | Épaulé-jeté | Total     | Rang                                |
| Athlète           | Compétition           | Résultat  | Rang    | Résultat    | Rang        | Total     | Rang                                |
| ----------------- | --------------------- | --------- | ------- | ----------- | ----------- | --------- | ----------------------------------- |
| Shota Mishvelidze | Moins de 61 kg hommes | 130 kg    | 5e      | 155 kg      | 7e          | 285 kg    | 7e                                  |
| Goga Chkheidze    | Moins de 67 kg hommes | 133 kg    | 12e     | 169 kg      | 8e          | 302 kg    | 8e                                  |
| Anton Pliesnoi    | Moins de 96 kg hommes | 177 kg    | 2e      | 210 kg      | 2e          | 387 kg    | Médaille de bronze, Jeux olympiques |
| Lasha Talakhadze  | Plus de 109 kg hommes | 223 kg WR | 1er     | 265 kg WR   | 1er         | 488 kg WR | Médaille d'or, Jeux olympiques      |

### Judo
| Athlète                   | Compétition            | 1er tour                | 2e tour                 | Quart de finale           | Demi-finale               | Repêchage                | Finale / MB            | Rang                               |
| Athlète                   | Compétition            | Adversaire Résultat     | Adversaire Résultat     | Adversaire Résultat       | Adversaire Résultat       | Adversaire Résultat      | Adversaire Résultat    | Rang                               |
| ------------------------- | ---------------------- | ----------------------- | ----------------------- | ------------------------- | ------------------------- | ------------------------ | ---------------------- | ---------------------------------- |
| Lukhumi Chkhvimiani       | Moins de 60 kg hommes  | Exempté                 | Huseynov Victoire 10-00 | Takatō Défaite 00-10      | Non qualifié              | Kim Défaite 00-10        | Éliminé                | 7e                                 |
| Vazha Margvelashvili      | Moins de 66 kg hommes  | Exempté                 | Shamilov Victoire 01-00 | Shmailov Victoire 10-00   | An B-u. Victoire 01-00    | -                        | Abe Défaite 00-01      | Médaille d'argent, Jeux olympiques |
| Lasha Shavdatuashvili     | Moins de 73 kg hommes  | Chaine Victoire 01-00   | Houssein Victoire 01-00 | Margelidon Victoire 10-00 | An C-r. Victoire 10-00    | -                        | Ōno Défaite 00-01      | Médaille d'argent, Jeux olympiques |
| Tato Grigalashvili        | Moins de 81 kg hommes  | Murodov Victoire 11-00  | Lee Victoire 10-00      | Mollaei Défaite 01-10     | Non qualifié              | Boltaboev Victoire 01-00 | Casse Défaite 00-10    | 5e                                 |
| Lasha Bekauri             | Moins de 90 kg hommes  | Kuczera Victoire 10-00  | Kochman Victoire 10-01  | Bobonov Victoire 10-00    | Igolnikov Victoire 001-00 | -                        | Trippel Victoire 01-00 | Médaille d'or, Jeux olympiques     |
| Varlam Liparteliani       | Moins de 100 kg hommes | Exempté                 | Darwish Victoire 10-00  | El Nahas Victoire 10-00   | Wolf Défaite 00-01        | -                        | Ilyasov Défaite 00-01  | 5e                                 |
| Guram Tushishvili         | Plus de 100 kg hommes  | Exempté                 | Rakhimov Victoire 10-00 | Silva Victoire 10-00      | Bashaev Victoire 11-01    | -                        | Krpálek Défaite 00-10  | Médaille d'argent, Jeux olympiques |
| Tetiana Levytska-Shukvani | Moins de 52 kg femmes  | Anestor Victoire 10-00  | Buchard Défaite 00-11   | Éliminée                  | Éliminée                  | Éliminée                 | Éliminée               | Éliminée                           |
| Eteri Liparteliani        | Moins de 57 kg femmes  | Mucungui Victoire 10-00 | Stoll Victoire 10-00    | Cysique Défaite 01-10     | Non qualifiée             | Kowalczyk Victoire 01-00 | Yoshida Défaite 00-10  | 5e                                 |

### Karaté
| Athlète        | Compétition          | Tour de qualification | Tour de qualification | Tour de qualification      | Tour de qualification  | Tour de qualification | Demi-finale         | Finale              | Rang    |
| Athlète        | Compétition          | Match 1               | Match 2               | Match 3                    | Match 4                | Place                 | Demi-finale         | Finale              | Rang    |
| Athlète        | Compétition          | Adversaire Résultat   | Adversaire Résultat   | Adversaire Résultat        | Adversaire Résultat    | Place                 | Adversaire Résultat | Adversaire Résultat | Rang    |
| -------------- | -------------------- | --------------------- | --------------------- | -------------------------- | ---------------------- | --------------------- | ------------------- | ------------------- | ------- |
| Gogita Arkania | Plus de 75 kg hommes | Araga Défaite 2-3     | Aktaş Défaite 1-3     | Horne Victoire 4-0 (Kiken) | Yuldashev Victoire 3-1 | 3e                    | Éliminé             | Éliminé             | Éliminé |

### Lutte
| Athlète             | Compétition   | Huitièmes de finale      | Quarts de finale      | Demi-finale         | Repêchage           | Finale 3e place Classement | Rang                               |
| Athlète             | Compétition   | Adversaire Résultat      | Adversaire Résultat   | Adversaire Résultat | Adversaire Résultat | Adversaire Résultat        | Rang                               |
| ------------------- | ------------- | ------------------------ | --------------------- | ------------------- | ------------------- | -------------------------- | ---------------------------------- |
| Avtandil Kentchadze | 74 kg hommes  | Chamizo Défaite 1-5      | Éliminé               | Éliminé             | Éliminé             | Éliminé                    | 12e                                |
| Elizbar Odikadze    | 97 kg hommes  | Mohammadian Victoire 6-3 | Sadulaev Défaite 0-10 | Non qualifié        | Şərifov Défaite 5-7 | Éliminé                    | 8e                                 |
| Geno Petriashvili   | 125 kg hommes | Kamal Victoire 11-0      | Deng Victoire 5-2     | Zare Victoire 6-3   | -                   | Steveson Défaite 8-10      | Médaille d'argent, Jeux olympiques |

| Athlète       | Compétition | Huitième de finale          | Quart de finale              | Demi-finale          | Repêchage           | Finale 3e place Classement | Rang                               |
| Athlète       | Compétition | Adversaire Résultat         | Adversaire Résultat          | Adversaire Résultat  | Adversaire Résultat | Adversaire Résultat        | Rang                               |
| ------------- | ----------- | --------------------------- | ---------------------------- | -------------------- | ------------------- | -------------------------- | ---------------------------------- |
| Ramaz Zoidze  | 67 kg       | Borrero Victoire 3-2        | Aker Al Obaidi Victoire 10-0 | Geraei Défaite 1-6   | -                   | Stäbler Défaite 4-5        | 5e                                 |
| Lasha Gobadze | 87 kg       | Assakalov Défaite 5-6       | Éliminé                      | Éliminé              | Éliminé             | Éliminé                    | 11e                                |
| Giorgi Melia  | 97 kg       | Evloev Défaite 1-3          | Non qualifié                 | Non qualifié         | Szőke Défaite 1-5   | Éliminé                    | 9e                                 |
| Iakob Kajaia  | 130 kg      | Kuosmanen Victoire 9-0 (VT) | Semenov Victoire 3-1         | Acosta Victoire (DP) | -                   | López Défaite 0-5          | Médaille d'argent, Jeux olympiques |

### Natation
| Athlète           | Épreuve                   | Série         | Série   | Demi-finale | Demi-finale | Finale   | Finale   |
| Athlète           | Épreuve                   | Temps         | Rang    | Temps       | Rang        | Temps    | Rang     |
| ----------------- | ------------------------- | ------------- | ------- | ----------- | ----------- | -------- | -------- |
| Irakli Revishvili | 400 m nage libre masculin | 3 min 57 s 49 | 32e     | Non disputé | Non disputé | Éliminé  | Éliminé  |
| Mariam Imnadze    | 100 m nage libre féminin  | Forfait       | Forfait | Éliminée    | Éliminée    | Éliminée | Éliminée |

### Tennis
| Athlète              | Épreuve          | 1/32e de finale                   | 1/16e de finale               | 1/8e de finale           | Quarts de finale    | Demi-finale         | Finale / MB         | Rang    |
| Athlète              | Épreuve          | Adversaire Résultat               | Adversaire Résultat           | Adversaire Résultat      | Adversaire Résultat | Adversaire Résultat | Adversaire Résultat | Rang    |
| -------------------- | ---------------- | --------------------------------- | ----------------------------- | ------------------------ | ------------------- | ------------------- | ------------------- | ------- |
| Nikoloz Basilashvili | Simple messieurs | Carballés Baena Victoire 6-3, 6-2 | Sonego Victoire 6-4, 3-6, 6-4 | Zverev Défaite 4-6, 6-75 | Éliminé             | Éliminé             | Éliminé             | Éliminé |

### Tir
| Athlète         | Compétition                  | Qualification | Qualification | Finale   | Finale   |
| Athlète         | Compétition                  | Points        | Rang          | Points   | Rang     |
| --------------- | ---------------------------- | ------------- | ------------- | -------- | -------- |
| Nino Salukvadze | Pistolet à air comprimé 10 m | 567           | 31e           | Éliminée | Éliminée |
| Nino Salukvadze | Pistolet à 25 m,             | 578           | 25e           | Éliminée | Éliminée |